# Erich Heymann (Marineoffizier)
Rudolf Erich Heymann (* 15. Mai 1896 in Leipzig; † 1974), deutscher Seeoffizier, zuletzt Kapitän zur See der Kriegsmarine, und langjähriger Leiter der Chiemsee Yachtschule im Deutschen Hochseesportverband HANSA.

## Leben
Erich Heymann trat am 4. Juli 1916 in die Kaiserliche Marine ein. Bis November 1916 war er zur Ausbildung an der Marineschule und auf dem Schulschiff Freya. Für einen Monat kam er als Seekadett auf das Großlinienschiff Prinzregent Luitpold, kam dann bis April 1917 auf die Kaiser. Für ein Jahr belegte er, ab 26. April 1917 Fähnrich zur See, unterschiedliche Ausbildungskurse, bevor er als Offizierstellendiensttuer für zwei Monate auf den Kleinen Kreuzer Pillau und dann bis Kriegsende in der gleichen Position auf den Kleinen Kreuzer Königsberg kam.
Nach dem Ersten Weltkrieg wurde er in die Reichsmarine übernommen. Hier wurde er am 1. April 1922 erst Oberleutnant zur See und dann am 1. April 1929 Kapitänleutnant. Er kam später als Lehrer an die Torpedoschule.
1936 war er als Korvettenkapitän (Beförderung am 1. Juli 1935) ein Vorstand der Torpedoversuchsanstalt in Eckernförde.
Von September 1939 bis zum Untergang im April 1940 im Oslofjord war Heymann Erster Offizier auf dem Schweren Kreuzer Blücher. Er überlebte den Untergang und kam anschließend in gleicher Position auf dem Schlachtschiff Gneisenau. Am 1. Juli 1940 wurde er zum Kapitän zur See befördert. Von Dezember 1940 bis Februar 1940 war er zur Verfügung der Marinestation der Ostsee gestellt. Er übernahm bis Juli 1942 das Torpedoressort der Kriegsmarinewerft Lorient, welche von Vizeadmiral Walter Matthiae als Oberwerftdirektor geführt wurde. Das Torpedoressort wurde Mitte Juli 1943 in das selbstständige Torpedoarsenal Atlantik überführt, wobei die Unterstellung unter die Kriegsmarinewerft Lorient erhalten blieb. Ein Jahr später wurde das Torpedoarsenal Atlantik dem Torpedoarsenal West zugeschlagen und aufgelöst. Heymann war Kommandant des Torpedoarsenals Atlantik und bis Mitte November 1944 Kommandant des Torpedoarsenals West, welches er vom Konteradmiral Werner Lindenau übernommen hatte. Von Dezember 1944 bis Kriegsende war der dann einziger Festungskommandant Kristiansand-Süd. Er kam in englische Kriegsgefangenschaft, aus welcher er im August 1947 entlassen wurde.
Nach dem Krieg arbeitete er bis zur Auflösung 1952 als Abteilungsleiter bei der Internationalen Flüchtlingsorganisation (IRO) in Kiel. Ab 1957 hatte er von Hellmuth von Rabenau die Leitung der Chiemsee Yachtschule übernommen. 1964 stellte er die erste Hausordnung des Yachtclubs auf und war bis 1970 Leiter der Schule.
Heymann hatte einen umfangreichen Bericht über den einzigen Kriegseinsatz der Blücher geschrieben, welcher Aufschlüsse über die Kampfhandlungen und die Kommunikationsstränge gibt. Er verwies auch auf den gemeinsam mit dem Kommandant der Blücher, Kapitän zur See Heinrich Woldag, verfassten Bericht, wonach das Schiff aufgrund fehlender Übungen nur für einfache Aufgaben vorzusehen sei. Trotzdem nahm es sogar als Führungsschiff der Kriegsschiffgruppe 5 am „Unternehmen Weserübung“ teil.